# Ice-Felix HC-85
Ice-Felix HC-85 (HC-85) је кућни рачунар, производ фирме Ice-Felix који је почео да се израђује у Румунији током 1992. године.
Користио је Z80 као централни микропроцесор а RAM меморија рачунара HC-85 је имала капацитет од 48 KB. 

## Детаљни подаци
Детаљнији подаци о рачунару HC-85 су дати у табели испод.
|                       |                                                |
| [ 1 ]                 |                                                |
| Произвођач            |                                                |
| Тип                   | кућни рачунар                                  |
| Меморија              | 48 KB                                          |
| Поријекло             | Румунија                                       |
| Година                | 1992                                           |
| Тастатура             | механичка, 40 тастера + Reset                  |
| Процесор              |                                                |
| Фреквенција процесора | 3,5 .                                          |
| RAM                   | 48 KB                                          |
| ROM                   | 16 KB                                          |
| Текст                 | 32 стубова x 24 линије                         |
| Графика               | 256 x 192 пиксела                              |
| Боја                  | 16 (8 боја у нормалнј или јакој освјетљености) |
| Звук                  | мали звучник (10 октава)                       |
| Димензије             | 34 (ширина) x 25 (дубина) x 4 (висина)         |
| Портови               |                                                |
| Оперативни систем     |                                                |